# Зизгау
Зизгау (на немски: Sisgau; на латински: pagus sisigaugensis) е историческо ландграфство в днешна северозападна Швейцария. Вероятно е създадено по времето на Каролингите и играе до 1585 г. решаваща роля в територията при Базел.
Зизгау е споменат за пръв път в документ от 835 г. като pagus sisigaugensis. Вероятно името му има връзка със селището Зисах.